# WAFU Nations Cup
De WAFU Nations Cup (Kort: WAFU Cup), afkorting van West African Football Union Nations Cup, is een internationaal voetbaltoernooi voor landen die lid zijn van de West-Afrikaanse voetbalunie.
Tussen 1982 en 1987 werd al de West African Nations Cup gespeeld. In 2001 werd als opvolger van dit toernooi de 'WAFU Championship' georganiseerd. Dit toernooi werd echter maar 1 keer gehouden. In 2005 kwam de 'WAFU Laurent Gbagbo West African Unity Cup' waar de vier beste landen uit de regio het tegen elkaar opnamen. Op dit toernooi werden landen echter uitgenodigd en dit toernooi werd ook maar 1 keer gespeeld. In 2002 werd de WAFU Nations Cup voor de eerste keer georganiseerd. Het toernooi is officieel geen voortzetting van de oudere en inmiddels afgeschafte toernooien. In 2002 ging het eerste toernooi niet door vanwege het geweld in het gastland Ivoorkust. Er werden overigens nog wel 2 wedstrijden gespeeld op dat toernooi. Acht jaar later zou het tweede toernooi wel  voor het eerst in z'n geheel plaatsvinden.

## Overzicht
| 2002         | Ivoorkust | Toernooi werd gecanceld | Toernooi werd gecanceld | Toernooi werd gecanceld | Toernooi werd gecanceld | Toernooi werd gecanceld | Toernooi werd gecanceld |
| 2010 Details | Nigeria   | Nigeria                 | 2–0                     | Senegal                 | Ghana                   | 1–0                     | Burkina Faso            |
| 2011 Details | Nigeria   | Togo                    | 3–2                     | Nigeria                 | Liberia                 | 3–1                     | Ghana                   |
| 2013 Details | Ghana     | Ghana                   | 3–1                     | Senegal                 | Togo                    | 2–1                     | Benin                   |
| 2017 Details | Ghana     | Ghana                   | 4–1                     | Nigeria                 | Niger                   | 2–1                     | Benin                   |
| 2019 Details | Senegal   | Senegal                 | 1–1 pen. 3–1            | Ghana                   | Geen troostfinale       | Geen troostfinale       | Geen troostfinale       |

## Overwinningen
| Winst  | Land    | Toernooien |
| ------ | ------- | ---------- |
| 2 keer | Ghana   | 2013, 2017 |
| 1 keer | Nigeria | 2010       |
| 1 keer | Togo    | 2011       |
| 1 keer | Senegal | 2019       |